# Гилберт Адер
Гилберт Адер (енгл. Gilbert Adair; Единбург, 29. децембар 1944 — Лондон, 8. децембар 2011) био је шкотски и британски књижевник, преводилац, сценариста, књижевни и филмски критичар. Најпознатији је по свом роману Сањари и сценарију за истоимени филм Бернарда Бертолучија.
До 2015. на српски језик преведени су: Сањари (Народна књига:Политика, 2004) и Добро вече, Буенос Ајресе (Народна књига, 2005). Оба преводиоца су његово име транскрибовали као Жилбер Адер.

## Биографија
У књижевности се појавио пишући наставке дечијих класика Алисе у земљи чуда и Петра Пана. Касније је објавио своје романе Света невинашца (1988) и Љубав и смрт на Лонг Ајленду (1990). Након што је на основу Светих невинашца написао сценарио за Бертолучијев филм Сањари, преправио је текст романа за ново издање са преименованим насловом у складу са именом филмске адаптације. Познат је и по сценаријима за филмове Раула Руиза: Територија (1981), Климт (2006) и Затворена књига (2010).
Писао је књижевну и филмску критику. Превео је са француског на енглески језик роман Губитак Жоржа Перека. Пошто ово дело, специфично по томе што у себи не садржи ниједну реч која има слово 'е', није било лако превести, Адер је на преводу радио пуне четири године. Веран превод који такође не садржи ниједну реч са 'е' награђен је наградом Скот Монкриф.
Адер је био хомосексуалац, али није волео о томе да прича јавно, инсистирајући да сексуална оријентација није одредила његов живот. Умро је услед крварења на мозгу, тринаест месеци након што га је мождани удар ослепео.